# Niedersächsische Heimschule Iburg

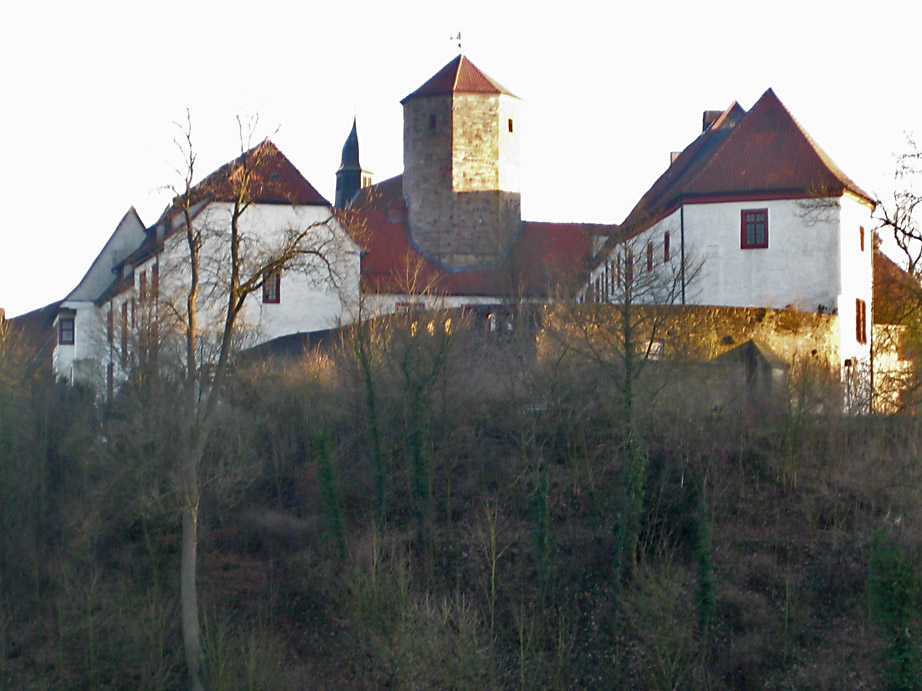
Die Heimschule befand sich im Schloss Iburg (Foto von 2008)

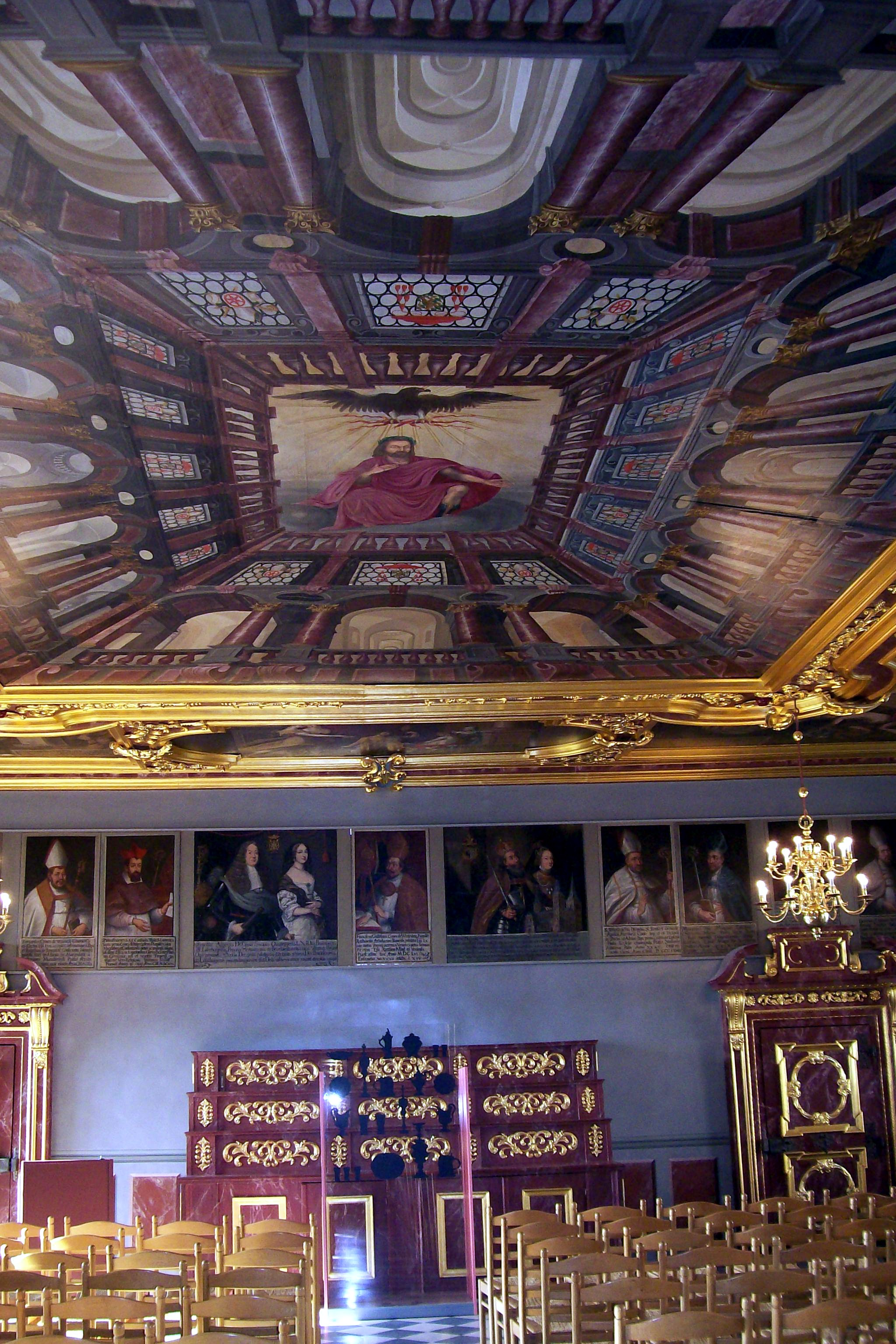
Im Rittersaal fanden Kaminabende, Konzerte und Lesungen statt

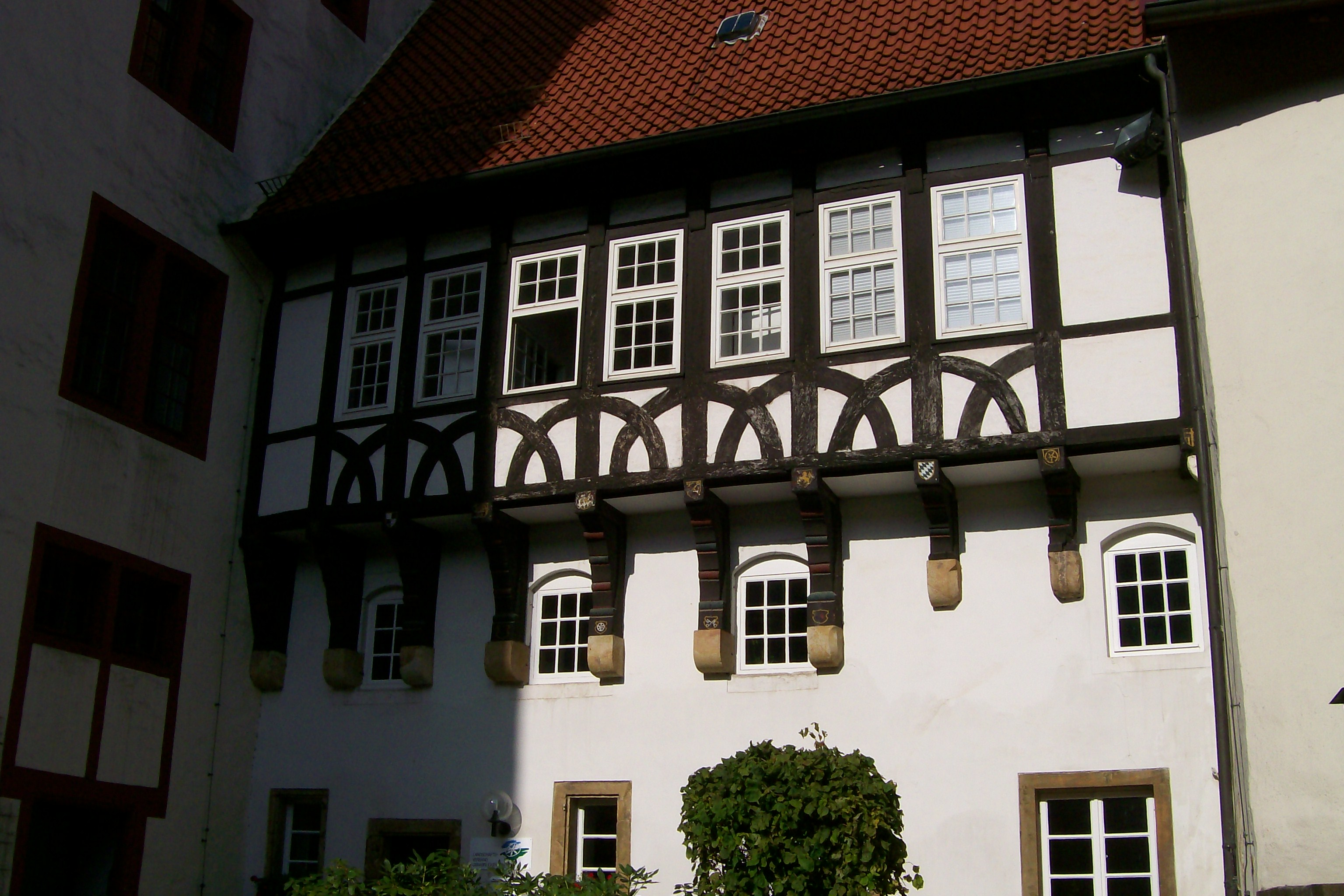
Im Gebäudeteil der ehemaligen Hofapotheke, dessen Fachwerk damals verputzt war, wohnten die Internatsschülerinnen

Die Niedersächsische Heimschule Iburg war ein Internats-Gymnasium des Landes Niedersachsen in Bad Iburg (Landkreis Osnabrück).
Es bestand von 1948 bis 1971. Unterrichtsräume und Internat befanden sich in der Doppelanlage von Schloss und Benediktinerabtei Iburg, die mit Ausnahme der ehemaligen Klosterkirche St. Clemens und der Evangelisch-lutherischen Schlosskirche dem Land Niedersachsen gehört.
Die Schule war ein Gymnasium in Kurzform (GiK). Das Aufbaugymnasium begann mit der siebten Klasse und schloss nach dem 13. Schuljahr mit dem Abitur ab. Erste und zweite Fremdsprache waren Englisch und Französisch, Latein war Wahlfach. Besondere Schwerpunkte setzte die Heimschule in musische Bildung und Sport. Der Madrigalchor und der Singkreis waren die erfolgreichsten Chöre der Schule. Sie traten bei überregionalen Veranstaltungen sowie im Ausland auf.
Als koedukatives Gymnasium seit 1948 unterschied sich die Heimschule von den öffentlichen und privaten Gymnasien im benachbarten Osnabrück, wo es bis in die späten 1960er Jahre ausschließlich Jungen- oder Mädchengymnasien gab.
Das pädagogische Konzept basierte auf der Jugendbewegung und der Reformpädagogik, insbesondere auf den Grundsätzen von Hermann Lietz.

## Geschichte

### SA-Sportschule, Deutsche Heimschule Schloß Iburg
Bereits vor der Gründung der Heimschule durch das Land Niedersachsen war das Schloss Iburg Sitz von zwei Schulen gewesen. Von 1934 bis 1939 betrieb die Sturmabteilung der NSDAP darin eine SA-Sportschule. Mit der Deutschen Heimschule Schloß Iburg, die ihren Betrieb im Herbst 1942 aufnahm, erhielt der damalige Flecken Iburg die erste Oberschule. Die Heimschule, die von der Bevölkerung als SS-Heimschule bezeichnet wurde, bestand bis zum 10. April 1945.

## Niedersächsische Heimschule
Nach Ende des Zweiten Weltkriegs war die Schulsituation im Flächenland Niedersachsen katastrophal; Schulen waren zerstört worden, die vorhandenen überfüllt. Im südlichen Landkreis Osnabrück gab es kein Gymnasium mehr. Das Land beabsichtigte mit der Einrichtung von Heimschulen insbesondere den begabten Kindern von Flüchtlingen und Vertriebenen eine angemessene Schulausbildung zu ermöglichen. Bereits am 6. August 1948 verfügte der Niedersächsische Kultusminister Adolf Grimme die Wiedereröffnung der Heimschulen in Bederkesa und Iburg zum Beginn des Winterhalbjahres 1948. Weitere Heimschulen in Bad Harzburg, Helmstedt und Wolfenbüttel kamen hinzu, zuletzt 1966 in Esens.
Zum Leiter der Heimschule in Iburg wurde Lorenz Heiny ernannt, der sie mit Ausnahme der Zeit von 1953 bis 1957 führte, als er Direktor des Gymnasiums Carolinum in Osnabrück war. Bis 1953 war Heiny zugleich Heimleiter. Heiny hatte von 1945 bis 1948 die Städtische Oberschule für Jungen in Hildesheim geleitet. Heiny unterrichtete Deutsch und Geschichte. Auch seine Frau Hanna Heiny war von 1948 bis 1953 als Technische Lehrerin an der Heimschule tätig. Insgesamt hatte die Schule in der Zeit ihres Bestehens mehr als hundert Lehrer. 407 Schüler bestanden zwischen 1952 und 1971 das Abitur an der Schule. Ein großer Teil der Abiturienten ergriff den Lehrerberuf, darunter Harry Jahns aus dem Abiturientenjahrgang 1954, der ab 1970 an der Heimschule Musik und Englisch unterrichtete und 1975 die Schlosskonzerte im Rittersaal begründete.

## Gründungszeit
Am 27. Oktober 1948 wurde der Unterricht aufgenommen. Das Kollegium bestand anfangs aus zehn Lehrern, zu denen von 1948 bis 1950 Albrecht Heise gehörte, der Deutsch und Englisch lehrte. 37 Internatsschüler und 30 externe Schülerinnen und Schüler wurden unterrichtet. 1949 kamen die ersten elf Internatsschülerinnen hinzu, die den Gebäudeteil der ehemaligen Hofapotheke bezogen. In den ersten Jahren waren 45 Prozent der Heimschüler Halb- oder Vollwaisen.
Das Schloss Iburg war 1948 in einem baulich schlechten Zustand. Viele Räume hatten keine Zentralheizung; in Schlafräumen waren bis zu sechs Internatsschüler untergebracht. Geduscht wurde anfangs einmal wöchentlich sonnabends in einem Raum neben der Waschküche, wobei das Duschen darin bestand, sich mit einem Strahl kalten Wassers abzuspritzen.
Die Schüler halfen beim Renovieren und Ausbauen der Räume mit und legten einen ehemaligen Holz- und Schuttabladeplatz unterhalb der nördlichen Schlossbergseite als Sportplatz an. Die Arbeiten wurden Pfingsten 1949 begonnen; der erste Bauabschnitt war 1951 abgeschlossen. 1954 wurde der Sportplatz wiederum unter Beteiligung der Schüler erweitert.
1955 hatte die Schule alle Klassenstufen. Die Zahl der Schüler war auf 229 gestiegen. Im Internat lebten 98 Jungen und 41 Mädchen. 40 externe Schüler und 40 externe Schülerinnen besuchten die Heimschule. Bis 1968 schwankten diese Zahlen nur gering.

## Tagesablauf

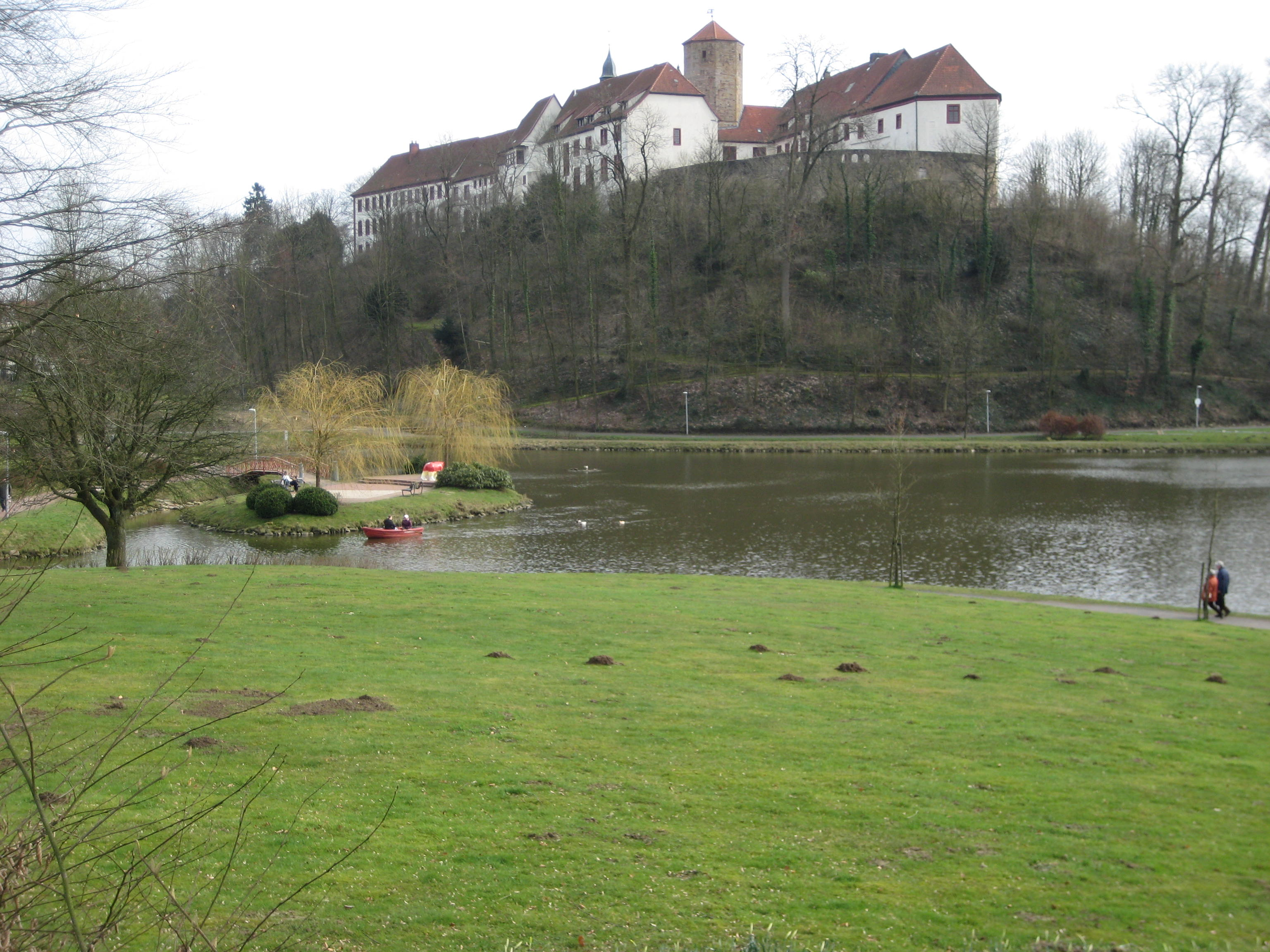
In der ersten großen Pause gehörte für die Jungen der Lauf um den Charlottensee zum Pflichtprogramm

Der Tagesablauf der Internatsschüler war genau geregelt. Um 6:30 Uhr wurden sie geweckt, um 7 Uhr versammelten sich alle Schüler, um Instruktionen für den Tag entgegenzunehmen. Nach dem Frühstück, das mit einem Gebet eingeleitet wurde, trafen sich die Schüler, auch die Externen, zum Morgensingen; der Unterricht begann um 8:05 Uhr.
Die erste große Pause von 9:30 Uhr bis 9:45 Uhr wurde zum Morgenlauf genutzt, die Teilnahme war für alle Schüler verpflichtend. Der Weg führte vom Burgberg hinab und um den Charlottensee. Die Schülerinnen waren zur Teilnahme an der Gymnastik im Ulmenhof verpflichtet. Nach Unterrichtsende um 13 Uhr gab es um 13:10 Uhr eine Mittagsrunde der Internatsschüler. Dabei wurde Post ausgegeben; Arbeitseinsätze wurden angewiesen, Fehlverhalten getadelt und teilweise mit Strafarbeitsdiensten geahndet.
Nach dem Mittagsgebet und Mittagessen galt von 14 Uhr bis 14:30 Uhr eine strikte Ruhezeit. Die Zeit bis 16 Uhr stand Arbeitsgemeinschaften und für Tätigkeiten in den Gilden zur Verfügung. Aufgabe der Gilden war es beispielsweise, den Sportplatz zu bauen und zu betreuen. Es gab daneben die Gärtnergilde, die Burgbergilde, die Kohlegilde, die Kohle für die Öfen zu verteilen hatte, die Tischlergilde, die Drechslergilde, die Malergilde und die Töpfergilde, die in den Kellergewölben untergebracht war. Um 16:05 Uhr gab es den Nachmittagskaffee.
Schulische Hausaufgaben wurden zwischen 16:15 Uhr und 18:50 Uhr erledigt. Um 19 Uhr wurde nach einem Gebet das Abendessen eingenommen. Die Abende dienten dem Heimleben mit wechselnden Veranstaltungen wie Diskussions- oder Lesestunden, etwa im Rittersaal des Schlosses. Die Nachtruhe wurde um 21:30 Uhr von Blechbläsern angekündigt.
Die Internatsschüler waren in Gruppen organisiert, die von einem Erzieher und einem Schüler als Mentor geleitet wurden. Daneben gab es die Ritterrunde, in die jeweils am Gründungstag der Schule, dem 27. Oktober, neue Mitglieder gewählt wurden. Als besondere Auszeichnung erhielten Lehrer und Schüler bis 1969 das Ritterabzeichen als Brosche oder Anstecknadel. Das Ritterabzeichen zeigte eine Blaue Blume in einem fünfspeichigen Rad. Die Auszeichnung konnte auch wieder entzogen werden.

## Heimordnung
Das Leben im Heim war in einer strengen Heimordnung geregelt, die im Lauf des Bestehens des Internats modifiziert wurde. In der Heimordnung von 1958 hieß es: Wir unterwerfen uns der Heimordnung nicht als einem Zwang, der unser Leben einengt, sondern als einem Gesetz, das für die Ordnung unseres Lebens in der Heimgemeinschaft notwendig ist. Präzise Vorschriften gab es für die Körperpflege, die Einhaltung von Sauberkeit (Die Schuhe werden täglich vor dem Abendessen geputzt), die Stubenordnung (Wir schließen unsere Schränke grundsätzlich nicht ab), das Verhalten im Heim (Wir grüßen im Heim und draußen höflich und freundlich oder Die Hände gehören nicht in die Taschen. Erwachsenen öffnet man die Türen und lässt ihnen den Vortritt), Tischordnung und Tischsitten, Toilettenbenutzung (Auf den Toiletten wird nicht gesprochen), Benutzung von Radio und Elektrogeräten (Den Heimschülern sind elektrische Geräte aller Art verboten. Nur den Schülern der Klasse 13 ist die Benutzung eines Tauchsieders gestattet [...] Das Schulradio wird nur mit Erlaubnis des aufsichtsführenden Erziehers freigegeben [...] [...] Die Erlaubnis zum Fernsehen wird von Fall zu Fall durch den Heimleiter erteilt. ). Kartenspiele, selbst der Besitz von Spielkarten, waren untersagt. Wochenend- und Sonntagsurlaube waren reglementiert. So wurden Eltern- oder Verwandtenbesuche in der Regel nur einmal im Vierteljahr erlaubt. Dazu musste die Erlaubnis mittels eines Laufzettels eingeholt werden. Die Regeln für Heimfahrten wurden 1967 gelockert und Wochenendfahrten in den Unterrichtsmonaten einmal monatlich erlaubt. Zum Schwimmen durften die Internatsschüler das Iburger Freibad aufsuchen, jedoch am Tag höchstens eineinhalb Stunden lang, auch am Sonntag, dessen Nachmittag den Heimschülern zur freien Verfügung stand. Wer gegen die Bestimmungen der Heimordnung verstieß, hatte mit sofortiger Entlassung zu rechnen. Auch Liebeleien zwischen Schülerinnen und Schülern führten zum Schulverweis.

## 1968 bis 1971
Die politischen und gesellschaftlichen Änderungen, ausgehend von der 68er-Bewegung, wirkten sich auch auf das Leben in der Heimschule aus. Traditionen wie der Morgenlauf wurden in Frage gestellt, das Morgensingen abgeschafft. Veränderungen konnte Schulleiter Lorenz Heiny nicht aufhalten. Ehemalige Schüler sprachen von einem fast „tragischen“ Kampf gegen den neu heraufziehenden Zeitgeist, den er entschieden ablehnte und dem weitgehend verständnislos gegenüberstand [...] Die ersten Abiturjahrgänge hatten das strenge Regiment des Schulleiters noch akzeptiert; für sie war wichtiger gewesen, als Kinder von Flüchtlingen, zum Teil als Waisen oder Halbwaisen, überhaupt die Möglichkeit des Besuchs einer höheren Schule zu haben. Eine Schülerin des Abiturjahrgangs 1955 sprach im Rückblick gar von einer Rettung aus sonst schwierigen häuslichen und schulischen Verhältnissen, die ihr die Heimschule bot.
In der zweiten Hälfte der 1960er Jahre zeichnete sich das Ende der Heimschule ab. Die einzügig geführte Heimschule bot lediglich Platz für sieben Klassenräume und war damit nicht für größere Schülerzahlen gerüstet. Die Schule wurde stufenweise in die Trägerschaft des Landkreises Osnabrück überführt; das Internat durfte keine Neulinge mehr aufnehmen. 1971 wurde der Bau des Gymnasiums im Schulzentrum an der Bielefelder Straße in Bad Iburg begonnen. Ostern 1972 erhielten noch 19 Heimschüler das Abitur. Im selben Jahr erhielt das Gymnasium Bad Iburg seinen Namen. Es beruft sich in seiner Geschichte auf die Heimschule. Das Schloss diente weiterhin Ausbildungszwecken. Von 1973 bis 2004 war es Sitz einer Ausbildungsstätte der Polizeischule des Landes Niedersachsen.

## Sonstiges
Zu den ehemaligen Lehrern gehörte 1962 bis 1970 der spätere Präsident der Musikhochschule Hannover Peter Becker.